# يسبر أبيل
يسبر أبيل هو لاعب هوكي الجليد سويدي، ولد في 23 يناير 1993 في كارلستاد في السويد.

## وصلات خارجية
- يسبر أبيل على موقع EliteProspects.com (الإنجليزية)
- يسبر أبيل على موقع HockeyDB.com (الإنجليزية)